# Amazônia (jornal)
Amazônia Jornal é um jornal de Belém, no Pará. Em 2002, ganhou o Prêmio ExxonMobil de Jornalismo (Esso) Regional Norte, concedido a Shirley Penaforte, pela reportagem "Contradição".